# Мои друзья (песня)
«Мои друзья» («Мои друзья идут по жизни маршем») — песня, написанная Виктором Цоем в 1981 году и вошедшая в дебютный студийный альбом рок-группы «Кино» «45». Песня, тепло принятая представителями рок-н-рольного сообщества начала 1980-х годов, во многом определила творческую судьбу её автора. Третья песня (первые две песни — «Вася любит диско» и «Идиот»), написанная Цоем, и первая его широко известная песня.

## История и содержание песни
По словам участника первого состава группы «Кино» Алексея Рыбина, немногословный Цой проявлял себя в творчестве как фотограф, фиксировавший определённые моменты жизни. Именно так он подметил и отобразил настроения, царившие среди его друзей в начале 1980-х годов: «Вся наша жизнь того периода была в этой песне, здесь была и прекрасная музыка, и наше беспредельное веселье, а за ним — грусть и безысходность». Песня родилась почти мгновенно — на её написание Виктор потратил около двадцати минут.
Как рассказывал лидер группы «Автоматические удовлетворители» Андрей Панов, «Мои друзья» — одна из самых ранних, вторая или третья по счёту песня, написанная девятнадцатилетним Цоем. В ней присутствуют явные отсылки к конкретным ленинградским адресам: к примеру, «дом, который был пуст, теперь народу в нём полно», — это квартира Андрея Панова, в которой Виктор в ту пору проводил много времени; под упоминаемым в тексте пивным ларьком подразумевалось небольшое заведение на проспекте Космонавтов. «Помню, он говорил: мне, мол, нравится, что мы у тебя встаём и… идём к пивному ларьку. Не знаю, в чём здесь романтика, но очень многие так говорят», — вспоминал Панов.
Мы в 81-м чувствовали эту безысходность, может быть, не верили в неё, но чувствовали. Потому и были «АУ» и остальные панки и битники такими, какими они были. И Цой спел об этом — это была первая песня про нас, первый серьёзный взгляд на нашу жизнь. Это было грустно ровно настолько, насколько это было грустно в жизни.

## Первые исполнения. Отзывы
Пришёл домой и, как всегда, опять один.

Мой дом пустой, но зазвонит вдруг телефон,

И будут в дверь стучать и с улицы кричать,

Что хватит спать, и чей-то голос скажет: «Дай пожрать!»

Мои друзья всегда идут по жизни маршем,

И остановки только у пивных ларьков.
Песня стала своеобразной «визитной карточкой» начинающего музыканта и одновременно — его «путёвкой» в рок-н-рольную жизнь. Первое публичное исполнение «Моих друзей» состоялось 22 марта 1981 года в ленинградском ресторане «Бриг», где отмечался день рождения музыканта Андрея Тропилло. По свидетельству бас-гитариста группы «Автоматические удовлетворители» Евгения Титова, «Мои друзья» настолько впечатлили пропагандиста рок-музыки Артемия Троицкого, что тот отреагировал на появление никому не известного Виктора Цоя видоизменённой цитатой из Бориса Гребенщикова: «Вот та молодая шпана, что сотрёт вас с лица земли». Сам Троицкий, вспоминая о дебютном выступлении Цоя, писал, что тот вышел к зрителям, когда музыканты из оркестра покинули сцену; возник контраст между их «твистами» и исполненной Виктором «трогательно-правдивой песней про бесцельную жизнь городских подростков».
Через некоторое время Цой исполнил эту песню в квартире представителя музыкального андеграунда Павла Крусанова. Его жена Наталья Крусанова рассказывала, что при первых аккордах «Моих друзей» все, кто находился в комнате, включая лидера группы «Зоопарк» Майка Науменко, отложили свои дела: «Настолько это было свежо, красиво и неожиданно, просто, гармонично и великолепно. Даже повисла минута молчания…» Майк горячо поддержал молодого музыканта, и это признание, по утверждению Крусановой, по-настоящему окрылило Цоя.
«Мои друзья» во многом определили отношения Виктора Цоя и Бориса Гребенщикова. Их знакомство произошло в электричке после одного из сольных концертов БГ, проходившего в Петергофе. У Цоя, ехавшего в том же вагоне вместе с Рыбиным, была с собой гитара, и он спел для Гребенщикова две песни. Одна из них ничем не запомнилась, зато «Мои друзья», по признанию Бориса Борисовича, абсолютно «сбили его с нарезки»:
Это была уже песня, это было настоящее. Когда через молоденького парня, его голосом проступает столь грандиозная штука, — это всегда чудо. Такое со мной случалось очень редко, и эти радостные моменты в жизни я помню и ценю.

## Запись альбома
В 1982 году группа «Кино» приступила к записи своего первого альбома «45». Эта работа стала продюсерским дебютом Бориса Гребенщикова, который предложил свести воедино основной музыкальный материал, который уже был накоплен у Цоя и Рыбина. Запись проходила в студии Андрея Тропилло, в качестве сессионных музыкантов в ней участвовали Всеволод Гаккель (виолончель) и Дюша Романов (флейта). Как признавался впоследствии Гаккель, несмотря на некоторую спонтанность работы («Всё зависело только от того… насколько мобильно ты мог с лёта ухватить характер песни»), ему понравилась собственная игра в «Моих друзьях».
Оценивая альбом «45», литератор Александр Житинский писал, что в нём воспроизведён портрет очень молодого человека, ищущего своё место в жизни. Самой неубедительной строчкой в текстах представленных там композиций ему показалась фраза «Мои друзья всегда идут по жизни маршем» — по словам Александра Николаевича, сложно было представить себе панков — главных героев песни — марширующими: «Это может быть только актом клоунады». В то же время не исключено, что Цой сознательно хотел вложить в эти строки некий ироничный подтекст, уточнил далее Житинский.